# Waterfalls (canción de Paul McCartney)
«Waterfalls» es una canción compuesta por el músico británico Paul McCartney (1942-) y publicada en el álbum de estudio de 1980 McCartney II. La canción fue lanzada como segundo sencillo promocional del álbum, el primero en la carrera en solitario de McCartney tras la disolución de la banda Wings, y alcanzó el puesto 9 en la lista británica UK Singles Chart.
Sin embargo, en Estados Unidos se convirtió en el primer sencillo de McCartney que no entró en la lista Billboard Hot 100, alcanzando solo el puesto 106 a pesar del éxito de su antecesor, «Coming Up».

## Publicación
«Waterfalls» incluye una instrumentación sencilla, con McCartney tocando dos instrumentos, un piano eléctrico Fender Rhodes y un sintetizador. La canción fue publicada como sencillo con «Check my machine» como cara B en formato de sencillo de 7 pulgadas.
Preguntado sobre los sencillos de mayor éxito que compuso, McCartney comentó: «Hay un par de ellos... “Waterfalls” creo que es buena», y añadió que el sencillo del grupo TLC «Waterfalls» incluye elementos de su canción.
La publicación de «Waterfalls» como sencillo fue acompañada de un videoclip, recopilado en 2007 en el DVD The McCartney Years. 

## Versiones
La banda Sloan grabó una versión más rápida de la canción para el álbum tributo a McCartney 
Listen to what the man said.